# Risholmen, Sibbo
Risholmen är en ö i Finland. Den ligger i Finska viken och i kommunen Sibbo i den ekonomiska regionen  Helsingfors i landskapet Nyland, i den södra delen av landet. Ön ligger omkring 18 kilometer öster om Helsingfors.
Öns area är 2,2 hektar och dess största längd är 230 meter i sydöst-nordvästlig riktning.